# Amerykańska Akademia Sztuki i Wiedzy Filmowej

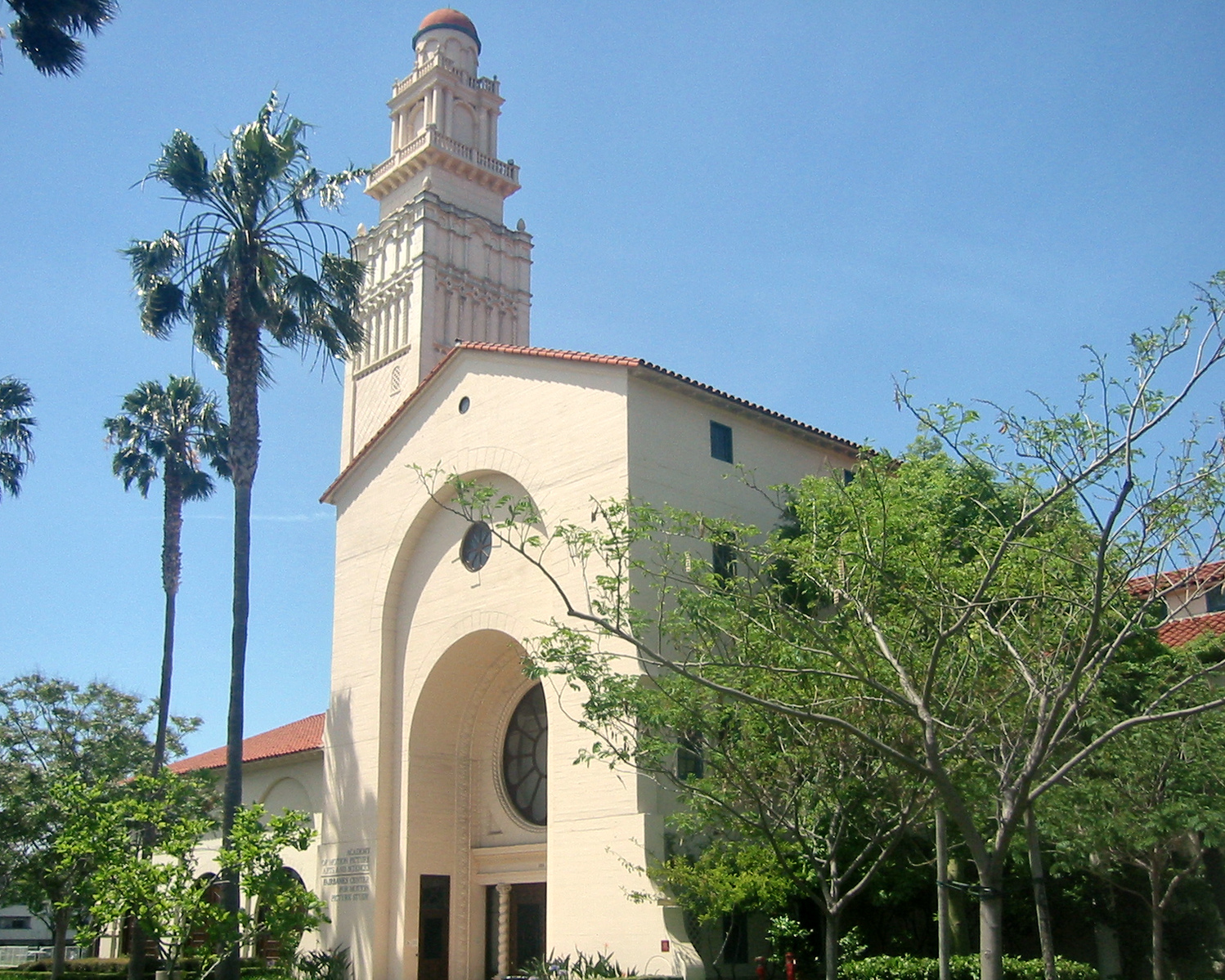
Centrum im. Fairbanksa w Beverly Hills

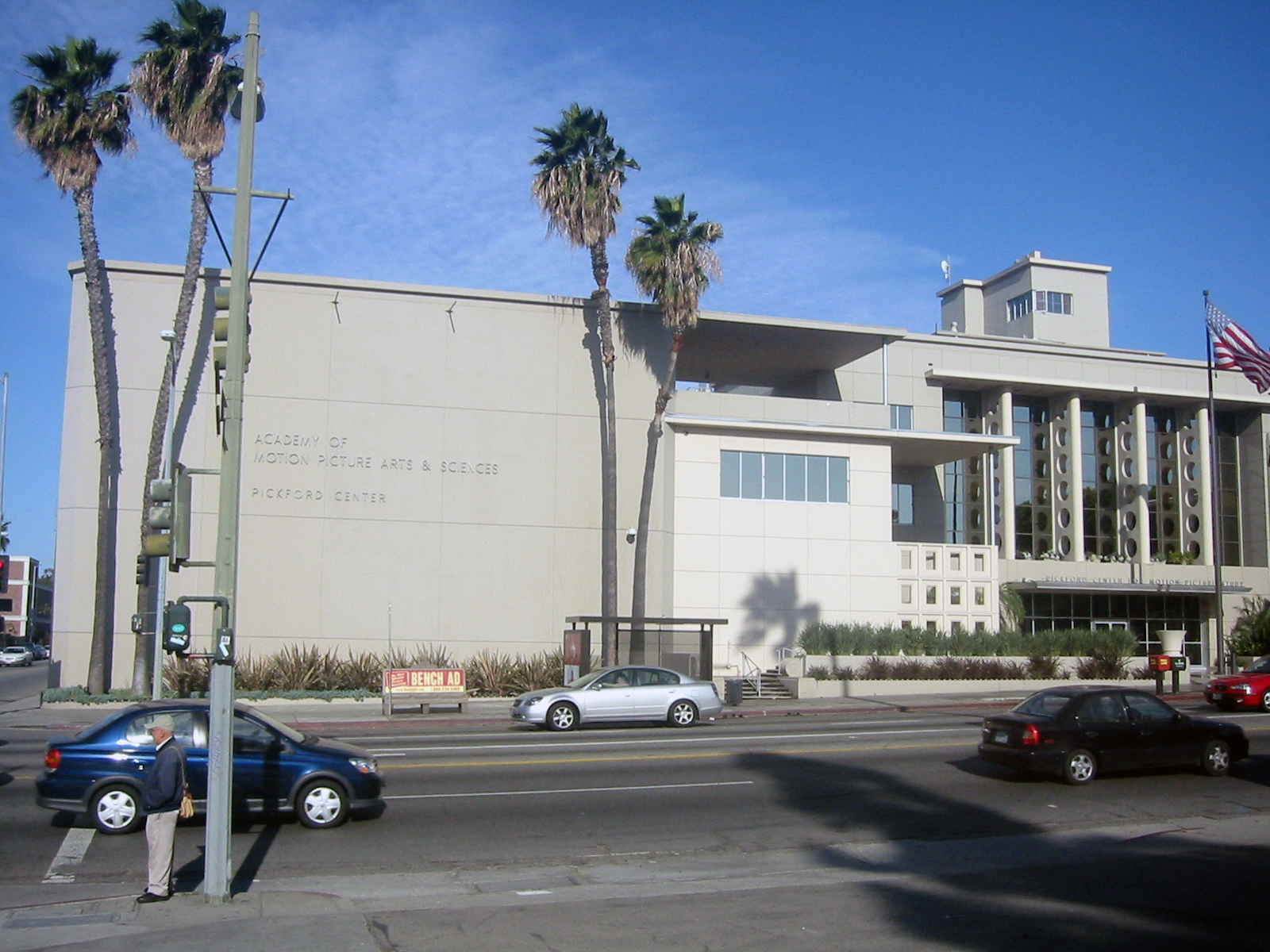
Centrum im. Mary Pickford w Hollywood

Amerykańska Akademia Sztuki i Wiedzy Filmowej (ang. Academy of Motion Picture Arts and Sciences) – założona 11 maja 1927 honorowa organizacja zawodowa zajmująca się promowaniem sztuki i wiedzy filmowej. W jej skład wchodzi (2020) prawie 10 tys. osób związanych zawodowo z filmem. Akademia znana jest na całym świecie przede wszystkim poprzez doroczne uroczystości wręczania Oscarów – Nagród Akademii Filmowej. Przyznaje również Studencką Nagrodę Akademii Filmowej.

## Historia
Pojęcie Amerykańskiej Akademii Sztuki i Wiedzy Filmowej wymyślił w latach 20. XX wieku Louis B. Mayer, szef wytwórni Metro-Goldwyn-Mayer (MGM). Chciał utworzenia organizacji, która usprawniłaby przemysł filmowy i była mediatorem w sporach pracowniczych. Spotkał się więc z aktorem Conradem Nagelem, reżyserem Fredem Niblo oraz prezesem Stowarzyszenia Producentów Filmowych Fredem Beetsonem, by przedyskutować swój pomysł. Ideą tego elitarnego klubu miał być coroczny bankiet, ale wzmianki o żadnej nagrodzie jeszcze wtedy nie było. Przyjęto również, że członkami tej organizacji będą mogli zostać tylko ludzie związani z jedną z pięciu gałęzi przemysłu filmowego: aktorzy, reżyserzy, scenarzyści, technicy i producenci.
Po tym spotkaniu Mayer zebrał grupę trzydziestu sześciu ludzi związanych z kinem i zaprosił ich na uroczysty bankiet do Hotelu Ambassador w Los Angeles. Przyjęcie odbyło się 11 stycznia 1927 r., podczas którego Mayer przedstawił gościom nazwę nowej organizacji oraz jej ideę. Każda z obecnych wtedy na sali osób stała się założycielem Akademii.
Pierwszym jej przewodniczącym został Douglas Fairbanks Sr., który wprowadził przyznawanie nagród „za wyróżniające osiągnięcia”. Rok później powstał system głosowania, a po nim rozpoczął się proces selekcji i nominacje do nagrody, która dziś znana jest jako Oscar.
W 1929 r. Akademia, we współpracy z Uniwersytetem Południowej Kalifornii, stworzyła pierwszą szkołę filmową w Ameryce.

## Członkostwo
Członkostwo w Akademii można uzyskać jedynie poprzez zaproszenie, które wystosowuje jej zarząd. Najczęściej otrzymują je osoby nominowane do Oscara albo takie, które zostały zgłoszone przez obecnego członka za swój znaczący wkład w rozwój kina.
Propozycje członkostwa nowych kandydatów są rozpatrywane corocznie. I chociaż Akademia nie ujawnia publicznie ile dokładnie liczy osób, to zawsze ogłasza nazwiska tych, którzy zostali do niej ostatnio zaproszeni. Członkostwo w Akademii nie wygasa, jest dożywotnie. Jednak wykluczeni zostali m.in. Carmine Caridi, Harvey Weinstein, Roman Polański i Bill Cosby.
W jej skład wchodzi 15 branż, reprezentujących różne dziedziny filmu. Członkowie mogą należeć tylko do jednej z nich. Ci, którzy pracują w różnych gałęziach przemysłu filmowego zaliczani są do grupy tzw. „wolnych członków”. Posiadają wszystkie przywileje członkowskie, ale nie mają swojego reprezentanta w zarządzie Akademii.
Według badania przeprowadzonego w lutym 2012 r. przez Los Angeles Times (na próbie 5000 członków), Akademia to: w 94% biali, 77% mężczyźni, 14% ma poniżej 50 lat, a średnia wieku to 62 lata. 33% jej członków to byli zwycięzcy lub nominowani do Oscara.

## Członkowie założyciele Akademii Filmowej
Do 36 osób, które założyły Amerykańską Akademię Filmową należeli:
- aktorzy: Richard Barthelmess, Jack Holt, Conrad Nagel, Milton Sills, Douglas Fairbanks Sr., Harold Lloyd, Mary Pickford
- reżyserzy: Cecil B. DeMille, Frank Lloyd, Henry King, Fred Niblo, John M. Stahl, Raoul Walsh
- scenarzyści: Joseph Farnham, Benjamin Glazer, Jeanie MacPherson, Bess Meredyth, Carey Wilson, Frank Woods
- technicy: Joseph Arthur Ball, Cedric Gibbons, Roy Pomeroy
- producenci: Fred Beetson, Charles H. Christie, Sid Grauman, Milton E. Hoffman, Jesse Lasky, M.C. Levee, Louis B. Mayer, Joseph M. Schenck, Irving Thalberg, Harry Warner, Jack Warner, Harry Rapf
- prawnicy: Edwin Loeb, George W. Cohen.

## Przewodniczący Akademii Filmowej
Przewodniczący są wybierani na okresy 1 roku i nie mogą być wybrani na więcej niż cztery kadencje z rzędu.
- Douglas Fairbanks Sr. 1927-1929
- William C. de Mille 1929-1931
- M.C. Levee 1931-1932
- Conrad Nagel 1932-1933
- Theodore Reed 1933-1934
- Frank Lloyd 1934-1935
- Frank Capra 1935-1939
- Walter Wanger 1939-1941, 1941-1945
- Bette Davis 1941 (zrezygnowała po upływie 2 miesięcy)
- Jean Hersholt 1945-1949
- Charles Brackett 1949-1955
- George Seaton 1955-1958
- George Stevens 1958-1959
- B.B. Kahane 1959-1960 (umarł)
- Valentine Davies 1960-1961 (umarła)
- Wendell Corey 1961-1963
- Arthur Freed 1963-1967
- Gregory Peck 1967-1970
- Daniel Taradash 1970-1973
- Walter Mirisch 1973-1977
- Howard W. Koch 1977-1979
- Fay Kanin 1979-1983
- Gene Allen 1983-1985
- Robert Wise 1985-1988
- Richard Kahn 1988-1989
- Karl Malden 1989-1992
- Robert Rehme 1992-1993, 1997-2001
- Arthur Hiller 1993-1997
- Frank R. Pierson 2001-2005
- Sid Ganis 2005-2009
- Tom Sherak 2009-2012
- Hawk Koch 2012-2013
- Cheryl Boone Isaacs 2013-2017
- John Bailey 2017–2019
- David Rubin 2019–2022
- Janet Yang od 2022